# Podturen
Podturen (ung. Bottornya) ist ein Ort in Kroatien. Der Ort an der Mur (Mura) liegt im Dreiländereck, zwei Kilometer von Ungarn und einen von Slowenien entfernt. Podturen ist außerdem nur 48 Kilometer von Österreich und rund 100 km von Zagreb entfernt. Nahe gelegene Städte sind Varaždin, Čakovec und die 8 km entfernte Kleinstadt Mursko Središće.
Die Gemeinde hat 3873 Einwohner (Volkszählung 2011) und konnte sich in letzten Jahren durch Verbesserung der Infrastruktur mit Hilfe der kroatischen Regierung gut entwickeln.

## Geschichte
Podturen, mit ungarischem Namen Bottornya, war bis 1945 von Ungarn besetzt, da die Brücke über die Mur strategisch wichtig war für die einzige wichtige Verbindung zur kroatischen Gespanschaft Medjimurje. Medjimurje und Podturen wurden 1945 befreit und die wichtige Verbindungsstraße nach Ungarn wurde zerstört. Seitdem wurde sie nicht erneuert. Im August 2008 wurde ein Abkommen zwischen kroatischen und ungarischen Lokalpolitikern unterzeichnet, welches den Neubau der Brücke vorsieht.

## Sehenswürdigkeiten
- Alte Holzbrücken
- Einzigartige katholische Kirche (St.Martin) in Kroatien die schon im Jahr 1334 erwähnt wurde